# Groupe C du Championnat d'Europe de football 2008
Résultats détaillés du groupe C du Championnat d'Europe de football 2008.
Ce groupe est qualifié de « groupe de la mort » car au début de l'épreuve les équipes d'Italie, de France, des Pays-Bas et de Roumanie sont respectivement classées aux 1re, 2e, 4e et 8e places du classement Elo en Europe.
Les Français et les Italiens s'étaient rencontrés récemment, en finale de la Coupe du monde 2006 puis pendant les éliminatoires du Championnat d'Europe 2008. Les Néerlandais et les Roumains faisaient partie du même groupe éliminatoire de ce championnat d'Europe, les Roumains avaient fini en tête du groupe G.
Les six rencontres sont disputées en Suisse, à Berne et à Zurich.

## Classement
| Équipe   | Pts | J | G | N | P | BP | BC | Diff |
| -------- | --- | - | - | - | - | -- | -- | ---- |
| Pays-Bas | 9   | 3 | 3 | 0 | 0 | 9  | 1  | 8    |
| Italie   | 4   | 3 | 1 | 1 | 1 | 3  | 4  | - 1  |
| Roumanie | 2   | 3 | 0 | 2 | 1 | 1  | 3  | - 2  |
| France   | 1   | 3 | 0 | 1 | 2 | 1  | 6  | - 5  |

|  |
|  |
|  |
|  |
|  |
|  |

Pts : points ; J : matchs joués ; G : matchs gagnés ; N : matchs nuls ; P : matchs perdus ; BP : buts pour ; BC : buts contre
Diff : différence de buts.

## Résumé des matchs
- Première journée
  - 9 juin : la France et la Roumanie se neutralisent (0-0) à Zurich dans un match très pauvre en occasions. Les Bleus n'ont pas trouvé la faille face à des Roumains qui jouaient pour un match nul. Ce match nul n'arrange aucune des deux équipes, mais durant le match les Roumains semblaient vouloir s'en contenter[réf. nécessaire].
  - 9 juin : les Pays-Bas créent la sensation en battant largement une très moyenne équipe d'Italie championne du monde en titre (3-0), et s'imposent comme un des favoris de l'Euro du fait de leur jeu collectif, notamment en contre-attaque et sur les ailes. Le score ne reflète toutefois pas complètement le match, les Néerlandais se montrant très réalistes. Le premier but des Oranje suscite la polémique du fait que sur l'action de jeu, le gardien italien Buffon emporté par son élan pousse l'un de ses défenseurs, Christian Panucci, qui retombe derrière la ligne de but. Certains commentateurs ont cru que la position du joueur italien plaçait le buteur néerlandais Ruud van Nistelrooy en position de hors-jeu[2].
- Deuxième journée
  - 13 juin : l'affrontement entre l'Italie et la Roumanie a bien failli être celui de l'élimination pour les champions du monde italiens. En effet, après une première mi-temps animée et marquée par un poteau pour les Roumains et un but de Luca Toni refusé pour l'Italie, l'équipe roumaine ouvrit le score à la 54e minute par le joueur de la Fiorentina Adrian Mutu, ce dernier profitant d'une erreur de l'arrière droit Gianluca Zambrotta. Cependant, à la minute suivante, les Italiens parvinrent à égaliser par Christian Panucci à la suite d'un corner mal dégagé par les hommes de Victor Piturca. Enfin, à la 81e minute, les Italiens concédèrent un penalty mais le buteur roumain Mutu vit son ballon détourné par le portier Gianluigi Buffon. Le match se soldant sur un match nul, les deux équipes sont toujours en course pour accéder aux quarts de finale.
  - 13 juin : les Pays-Bas continuent sur un rythme que peu d'équipes peuvent suivre. La France concède à Berne sa plus lourde défaite (1-4) en match officiel depuis la défaite 5-1 au match retour du quart de finale contre la Yougoslavie lors de l'Euro 1968.
  - 13 juin : les Pays-Bas sont qualifiés dans ce groupe, dès la deuxième journée, après avoir battu l'Italie et la France.
- Troisième journée
  - 17 juin : les deux derniers matchs du groupe C sont décisifs pour la seconde place qualificative du groupe. La Roumanie se qualifiait en cas de victoire contre les Pays-Bas. La France se qualifiait en cas de victoire contre l'Italie et en cas de défaite de la Roumanie face à la Hollande. L'Italie se qualifiait en cas de victoire contre la France et en cas de défaite de la Roumanie contre les Pays-Bas. L'Italie se qualifie après sa victoire 2-0 contre la France, le match est marqué par la blessure de Frank Ribery à la 8e minute, et l'expulsion d'Éric Abidal suivie d'un pénalty dix minutes après mettant fin aux espoirs français. La Roumanie a été battue sur le même score par les Pays-Bas.

## Première journée

### Roumanie - France
| Titulaires : |  |
| |  |
| 1 Bogdan Lobonţ · 2 Cosmin Contra 39e · 4 Gabriel Tamaş · 15 Dorin Goian 43e · 3 Răzvan Raţ · 11 Răzvan Cociş 64e · 6 Mirel Rădoi 90+3e · 5 Cristian Chivu (c) · 16 Bănel Nicoliţă · 21 Daniel Niculae 26e · 10 Adrian Mutu 78e · |  |
| Remplaçants : |  |
| 8 Paul Codrea 64e · 18 Marius Niculae 78e · 20 Nicolae Dică 90+3e · |  |
| Entraîneur : |  |
| Victor Piţurcă |  |

| Titulaires : |  |
| |  |
| 23 Grégory Coupet · 19 Willy Sagnol 51e · 15 Lilian Thuram (c) · 5 William Gallas · 3 Éric Abidal · 22 Franck Ribéry · 20 Jérémy Toulalan · 6 Claude Makélélé · 7 Florent Malouda · 8 Nicolas Anelka 72e · 9 Karim Benzema 78e · |  |
| Remplaçants : |  |
| 18 Bafétimbi Gomis 72e · 11 Samir Nasri 78e · |  |
| Entraîneur : |  |
| Raymond Domenech |  |

| Titulaires : |  |
| |  |
| 1 Bogdan Lobonţ · 2 Cosmin Contra 39e · 4 Gabriel Tamaş · 15 Dorin Goian 43e · 3 Răzvan Raţ · 11 Răzvan Cociş 64e · 6 Mirel Rădoi 90+3e · 5 Cristian Chivu (c) · 16 Bănel Nicoliţă · 21 Daniel Niculae 26e · 10 Adrian Mutu 78e · |  |
| Remplaçants : |  |
| 8 Paul Codrea 64e · 18 Marius Niculae 78e · 20 Nicolae Dică 90+3e · |  |
| Entraîneur : |  |
| Victor Piţurcă |  |

| Titulaires : |  |
| |  |
| 23 Grégory Coupet · 19 Willy Sagnol 51e · 15 Lilian Thuram (c) · 5 William Gallas · 3 Éric Abidal · 22 Franck Ribéry · 20 Jérémy Toulalan · 6 Claude Makélélé · 7 Florent Malouda · 8 Nicolas Anelka 72e · 9 Karim Benzema 78e · |  |
| Remplaçants : |  |
| 18 Bafétimbi Gomis 72e · 11 Samir Nasri 78e · |  |
| Entraîneur : |  |
| Raymond Domenech |  |

### Pays-Bas - Italie
| Titulaires : |  |
| |  |
| 1 Edwin van der Sar (c) · 2 Andre Ooijer · 21 Khalid Boulahrouz 77e · 4 Joris Mathijsen · 5 Giovanni van Bronckhorst · 17 Nigel de Jong 58e · 8 Orlando Engelaar · 18 Dirk Kuyt 81e · 23 Rafael van der Vaart · 10 Wesley Sneijder · 9 Ruud van Nistelrooy 70e · |  |
| Remplaçants : |  |
| 7 Robin van Persie 70e · 3 John Heitinga 77e · 20 Ibrahim Afellay 81e · |  |
| Entraîneur : |  |
| Marco van Basten |  |

| Titulaires : |  |
| |  |
| 1 Gianluigi Buffon (c) · 2 Christian Panucci · 6 Andrea Barzagli · 23 Marco Materazzi 54e · 19 Gianluca Zambrotta 35e · 13 Massimo Ambrosini · 21 Andrea Pirlo · 8 Gennaro Gattuso 51e · 16 Mauro Camoranesi 75e · 9 Luca Toni 27e · 11 Antonio Di Natale 64e · |  |
| Remplaçants : |  |
| 3 Fabio Grosso 54e · 7 Alessandro Del Piero 64e · 18 Antonio Cassano 75e · |  |
| Entraîneur : |  |
| Roberto Donadoni |  |

| Titulaires : |  |
| |  |
| 1 Edwin van der Sar (c) · 2 Andre Ooijer · 21 Khalid Boulahrouz 77e · 4 Joris Mathijsen · 5 Giovanni van Bronckhorst · 17 Nigel de Jong 58e · 8 Orlando Engelaar · 18 Dirk Kuyt 81e · 23 Rafael van der Vaart · 10 Wesley Sneijder · 9 Ruud van Nistelrooy 70e · |  |
| Remplaçants : |  |
| 7 Robin van Persie 70e · 3 John Heitinga 77e · 20 Ibrahim Afellay 81e · |  |
| Entraîneur : |  |
| Marco van Basten |  |

| Titulaires : |  |
| |  |
| 1 Gianluigi Buffon (c) · 2 Christian Panucci · 6 Andrea Barzagli · 23 Marco Materazzi 54e · 19 Gianluca Zambrotta 35e · 13 Massimo Ambrosini · 21 Andrea Pirlo · 8 Gennaro Gattuso 51e · 16 Mauro Camoranesi 75e · 9 Luca Toni 27e · 11 Antonio Di Natale 64e · |  |
| Remplaçants : |  |
| 3 Fabio Grosso 54e · 7 Alessandro Del Piero 64e · 18 Antonio Cassano 75e · |  |
| Entraîneur : |  |
| Roberto Donadoni |  |

## Deuxième journée

### Italie - Roumanie
| Titulaires : |  |
| |  |
| 1 Gianluigi Buffon (c) · 19 Gianluca Zambrotta · 2 Christian Panucci · 4 Giorgio Chiellini · 3 Fabio Grosso · 10 Daniele De Rossi · 20 Simone Perrotta 57e · 21 Andrea Pirlo 61e · 16 Mauro Camoranesi 84e · 7 Alessandro Del Piero 76e · 9 Luca Toni · |  |
| Remplaçants : |  |
| 18 Antonio Cassano 57e · 15 Fabio Quagliarella 76e · 13 Massimo Ambrosini 84e · |  |
| Entraîneur : |  |
| Roberto Donadoni |  |

| Titulaires : |  |
| |  |
| 1 Bogdan Lobonț · 2 Cosmin Contra · 4 Gabriel Tamas · 15 Dorin Goian 72e · 3 Razvan Rat · 5 Christian Chivu (c) 58e · 6 Mirel Radoi 25e · 8 Paul Codrea · 10 Adrian Mutu 43e 88e · 7 Florentin Petre 60e · 21 Daniel Niculae · |  |
| Remplaçants : |  |
| 20 Nicolae Dica 25e · 16 Banel Nicolita 60e · 11 Razvan Cocis 88e · |  |
| Entraîneur : |  |
| Victor Piţurcă |  |

| Titulaires : |  |
| |  |
| 1 Gianluigi Buffon (c) · 19 Gianluca Zambrotta · 2 Christian Panucci · 4 Giorgio Chiellini · 3 Fabio Grosso · 10 Daniele De Rossi · 20 Simone Perrotta 57e · 21 Andrea Pirlo 61e · 16 Mauro Camoranesi 84e · 7 Alessandro Del Piero 76e · 9 Luca Toni · |  |
| Remplaçants : |  |
| 18 Antonio Cassano 57e · 15 Fabio Quagliarella 76e · 13 Massimo Ambrosini 84e · |  |
| Entraîneur : |  |
| Roberto Donadoni |  |

| Titulaires : |  |
| |  |
| 1 Bogdan Lobonț · 2 Cosmin Contra · 4 Gabriel Tamas · 15 Dorin Goian 72e · 3 Razvan Rat · 5 Christian Chivu (c) 58e · 6 Mirel Radoi 25e · 8 Paul Codrea · 10 Adrian Mutu 43e 88e · 7 Florentin Petre 60e · 21 Daniel Niculae · |  |
| Remplaçants : |  |
| 20 Nicolae Dica 25e · 16 Banel Nicolita 60e · 11 Razvan Cocis 88e · |  |
| Entraîneur : |  |
| Victor Piţurcă |  |

### Pays-Bas - France

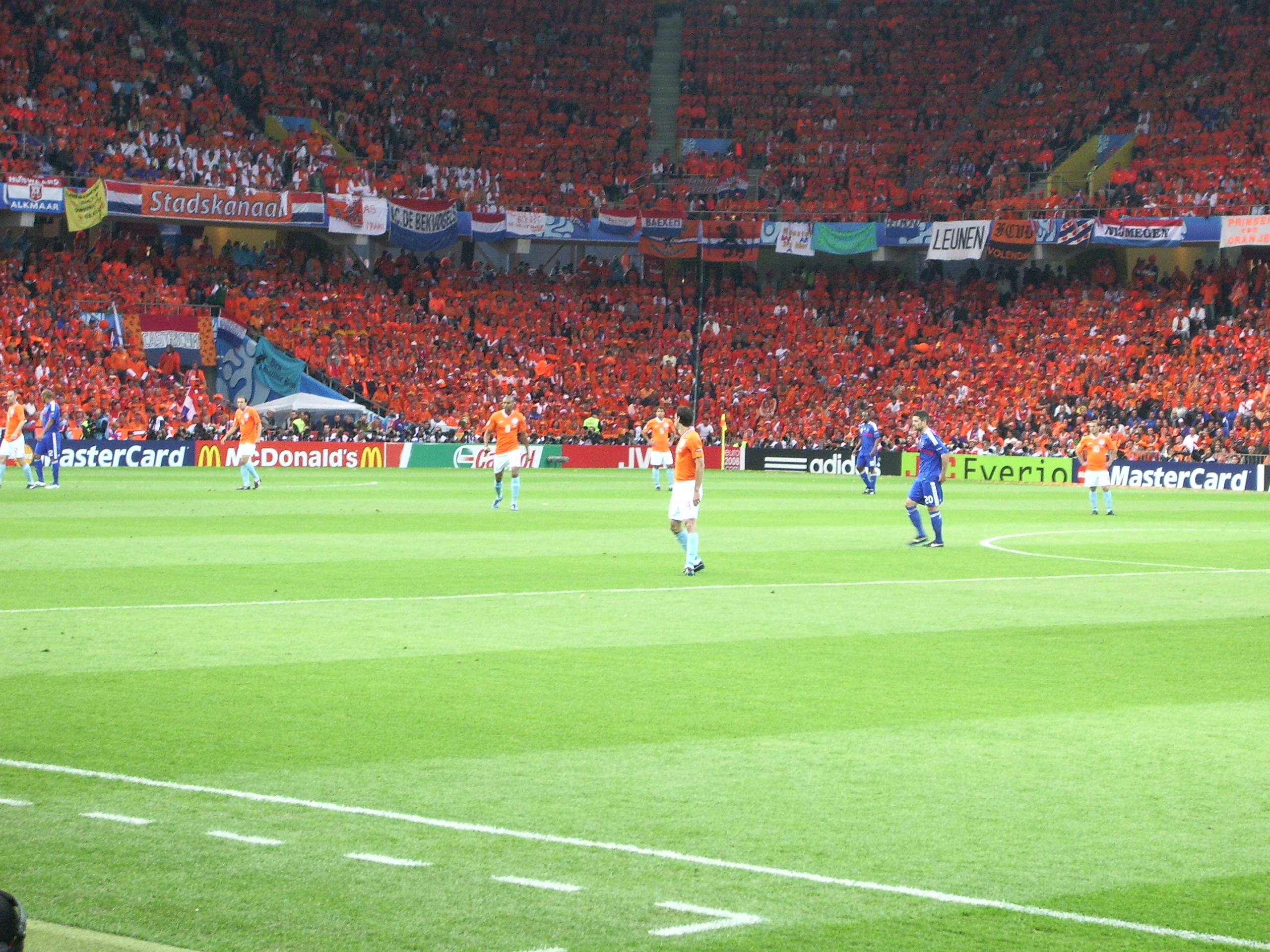
Vue du match Pays-Bas - France

| Titulaires : |  |
| |  |
| 1 Edwin van der Sar (c) · 21 Khalid Boulahrouz · 2 André Ooijer 51e · 4 Joris Mathijsen · 5 Giovanni van Bronckhorst · 8 Orlando Engelaar 46e · 17 Nigel de Jong · 18 Dirk Kuyt 55e · 23 Rafael van der Vaart 78e · 10 Wesley Sneijder · 9 Ruud van Nistelrooy · |  |
| Remplaçants : |  |
| 11 Arjen Robben 46e · 7 Robin van Persie 55e · 14 Wilfred Bouma 78e · |  |
| Entraîneur : |  |
| Marco van Basten |  |

| Titulaires : |  |
| |  |
| 23 Grégory Coupet · 19 Willy Sagnol · 15 Lilian Thuram (c) · 5 William Gallas · 13 Patrice Évra · 6 Claude Makélélé 31e · 20 Jérémy Toulalan 82e · 10 Sidney Govou 75e · 7 Florent Malouda 60e · 22 Franck Ribéry · 12 Thierry Henry · |  |
| Remplaçants : |  |
| 18 Bafétimbi Gomis 60e · 8 Nicolas Anelka 75e · |  |
| Entraîneur : |  |
| Raymond Domenech |  |

| Titulaires : |  |
| |  |
| 1 Edwin van der Sar (c) · 21 Khalid Boulahrouz · 2 André Ooijer 51e · 4 Joris Mathijsen · 5 Giovanni van Bronckhorst · 8 Orlando Engelaar 46e · 17 Nigel de Jong · 18 Dirk Kuyt 55e · 23 Rafael van der Vaart 78e · 10 Wesley Sneijder · 9 Ruud van Nistelrooy · |  |
| Remplaçants : |  |
| 11 Arjen Robben 46e · 7 Robin van Persie 55e · 14 Wilfred Bouma 78e · |  |
| Entraîneur : |  |
| Marco van Basten |  |

| Titulaires : |  |
| |  |
| 23 Grégory Coupet · 19 Willy Sagnol · 15 Lilian Thuram (c) · 5 William Gallas · 13 Patrice Évra · 6 Claude Makélélé 31e · 20 Jérémy Toulalan 82e · 10 Sidney Govou 75e · 7 Florent Malouda 60e · 22 Franck Ribéry · 12 Thierry Henry · |  |
| Remplaçants : |  |
| 18 Bafétimbi Gomis 60e · 8 Nicolas Anelka 75e · |  |
| Entraîneur : |  |
| Raymond Domenech |  |

## Troisième journée

### France - Italie
| Titulaires : |  |
| |  |
| 23 Grégory Coupet · 14 François Clerc · 5 William Gallas · 3 Éric Abidal 24e · 13 Patrice Évra 18e · 20 Jérémy Toulalan · 6 Claude Makélélé · 10 Sidney Govou 47e 66e · 22 Franck Ribéry 10e · 9 Karim Benzema · 12 Thierry Henry (c) 85e · |  |
| Remplaçants : |  |
| 11 Samir Nasri 10e 26e · 2 Jean-Alain Boumsong 72e 26e · 8 Nicolas Anelka 66e · |  |
| Entraîneur : |  |
| Raymond Domenech |  |

| Titulaires : |  |
| |  |
| 1 Gianluigi Buffon (c) · 19Gianluca Zambrotta · 2 Christian Panucci · 4 Giorgio Chiellini 45+4e · 3 Fabio Grosso · 21 Andrea Pirlo 44e 55e · 10 Daniele De Rossi · 8 Gennaro Gattuso 54e 82e · 20 Simone Perrotta 64e · 9 Luca Toni · 11 Antonio Cassano · |  |
| Remplaçants : |  |
| 13 Massimo Ambrosini 55e · 16 Mauro Camoranesi 64e · 22 Alberto Aquilani 82e · |  |
| Entraîneur : |  |
| Roberto Donadoni |  |

| Titulaires : |  |
| |  |
| 23 Grégory Coupet · 14 François Clerc · 5 William Gallas · 3 Éric Abidal 24e · 13 Patrice Évra 18e · 20 Jérémy Toulalan · 6 Claude Makélélé · 10 Sidney Govou 47e 66e · 22 Franck Ribéry 10e · 9 Karim Benzema · 12 Thierry Henry (c) 85e · |  |
| Remplaçants : |  |
| 11 Samir Nasri 10e 26e · 2 Jean-Alain Boumsong 72e 26e · 8 Nicolas Anelka 66e · |  |
| Entraîneur : |  |
| Raymond Domenech |  |

| Titulaires : |  |
| |  |
| 1 Gianluigi Buffon (c) · 19Gianluca Zambrotta · 2 Christian Panucci · 4 Giorgio Chiellini 45+4e · 3 Fabio Grosso · 21 Andrea Pirlo 44e 55e · 10 Daniele De Rossi · 8 Gennaro Gattuso 54e 82e · 20 Simone Perrotta 64e · 9 Luca Toni · 11 Antonio Cassano · |  |
| Remplaçants : |  |
| 13 Massimo Ambrosini 55e · 16 Mauro Camoranesi 64e · 22 Alberto Aquilani 82e · |  |
| Entraîneur : |  |
| Roberto Donadoni |  |

### Pays-Bas - Roumanie
| Titulaires : |  |
| |  |
| 16 Maarten Stekelenburg · 21 Khalid Boulahrouz 58e · 3 John Heitinga (c) · 14 Wilfred Bouma · 15 Tim de Cler · 6 Demy de Zeeuw · 8 Orlando Engelaar · 20 Ibrahim Afellay · 7 Robin van Persie · 11 Arjen Robben 61e · 19 Klaas-Jan Huntelaar 83e · |  |
| Remplaçants : |  |
| 12 Mario Melchiot 58e · 18 Dirk Kuyt 61e · 22 Jan Vennegoor of Hesselink 83e · |  |
| Entraîneur : |  |
| Marco van Basten |  |

| Titulaires : |  |
| |  |
| 1 Bogdan Lobonţ · 2 Cosmin Contra · 4 Gabriel Tamaş · 14 Sorin Ghionea · 3 Răzvan Raţ · 8 Paul Codrea 72e · 11 Răzvan Cociş · 5 Cristian Chivu (c) 78e · 16 Bănel Nicoliţă 82e · 10 Adrian Mutu · 18 Marius Niculae 59e · |  |
| Remplaçants : |  |
| 21 Daniel Niculae 59e · 20 Nicolae Dică 72e · 7 Florentin Petre 82e · |  |
| Entraîneur : |  |
| Victor Piţurcă |  |

| Titulaires : |  |
| |  |
| 16 Maarten Stekelenburg · 21 Khalid Boulahrouz 58e · 3 John Heitinga (c) · 14 Wilfred Bouma · 15 Tim de Cler · 6 Demy de Zeeuw · 8 Orlando Engelaar · 20 Ibrahim Afellay · 7 Robin van Persie · 11 Arjen Robben 61e · 19 Klaas-Jan Huntelaar 83e · |  |
| Remplaçants : |  |
| 12 Mario Melchiot 58e · 18 Dirk Kuyt 61e · 22 Jan Vennegoor of Hesselink 83e · |  |
| Entraîneur : |  |
| Marco van Basten |  |

| Titulaires : |  |
| |  |
| 1 Bogdan Lobonţ · 2 Cosmin Contra · 4 Gabriel Tamaş · 14 Sorin Ghionea · 3 Răzvan Raţ · 8 Paul Codrea 72e · 11 Răzvan Cociş · 5 Cristian Chivu (c) 78e · 16 Bănel Nicoliţă 82e · 10 Adrian Mutu · 18 Marius Niculae 59e · |  |
| Remplaçants : |  |
| 21 Daniel Niculae 59e · 20 Nicolae Dică 72e · 7 Florentin Petre 82e · |  |
| Entraîneur : |  |
| Victor Piţurcă |  |

## Buteurs
2 buts
- Wesley Sneijder
- Robin van Persie

1 but
- Ruud van Nistelrooy
- Giovanni van Bronckhorst
- Dirk Kuyt
- Arjen Robben
- Klaas-Jan Huntelaar
- Thierry Henry
- Adrian Mutu
- Christian Panucci
- Andrea Pirlo
- Daniele De Rossi

## Homme du match
- Claude Makélélé contre la Roumanie (9 juin)
- Wesley Sneijder contre l'Italie (9 juin)
- Andrea Pirlo contre la Roumanie (13 juin)
- Wesley Sneijder contre la France (13 juin)
- Daniele De Rossi contre la France (17 juin)
- Robin van Persie contre la Roumanie (17 juin)